# Stephenie McMillan
Stephenie McMillan (Essex, 20 de julio de 1942 – Norfolk, 19 de agosto de 2013) fue una decoradora de escenarios británica. Era conocida por haber trabajado en todas las películas de Harry Potter hasta la fecha. Recibió tres nominaciones a los premios Óscar por la primera, cuarta y séptima película de la saga. Además, ganó un premio Óscar en 1996 por El paciente inglés, premio que compartió con Stuart Craig, su frecuente colaborador.

## Premios y distinciones
Premios Óscar
| Año  | Categoría                 | Película                                           | Resultado |
| ---- | ------------------------- | -------------------------------------------------- | --------- |
| 1997 | Mejor dirección artística | El paciente inglés                                 | Ganador   |
| 2002 | Mejor dirección artística | Harry Potter y la piedra filosofal                 | Nominada  |
| 2006 | Mejor sonido              | Harry Potter y el cáliz de fuego                   | Nominado  |
| 2011 | Mejor dirección artística | Harry Potter y las Reliquias de la Muerte: parte 1 | Nominado  |
| 2012 | Mejor dirección artística | Harry Potter y las Reliquias de la Muerte: parte 2 | Nominado  |